# Brian Dunkleman
Brian Dunleman (sinh 25 tháng 9 năm 1971 tại Ellicottville, New York) là một nam diễn viên và diễn viên hài người Mỹ. Anh nổi tiếng với vai trò người đồng dẫn chương trình American Idol (Mùa 1) cùng Ryan Seacrest. Người chiến thắng của mùa đó là nữ ca sĩ Kelly Clarkson.